# Chirotica insignis
Chirotica insignis är en stekelart som först beskrevs av Johann Ludwig Christian Gravenhorst 1829.  Chirotica insignis ingår i släktet Chirotica och familjen brokparasitsteklar. Inga underarter finns listade i Catalogue of Life.